# Метаматематика
Метаматематика  і металогіка розглядаються як синоніми й вивчаються в рамках математичної логіки. Завдання теорії — встановити межі області застосування теорії, яку вона досліджує, відповісти (якщо це можливо на даному етапі розвитку науки) на запитання про її несуперечність та повноту, вивчити (або встановити) способи введення у ній нових понять і доведень її тверджень тощо. Необхідність створення метаматематики виникла насамперед у застосуванні до математики.
Виникла необхідність з'ясування сенсу понять доведення, аксіома, теорема, дослідження структури математичних теорій і питання про їхню істинність в будь-яких інтерпретаціях (семантика) і, нарешті, проблеми їхньої несуперечності (метаматематика). Назву метаматематика запровадив Давид Гільберт. Програма Гільберта допускала лише так звані фінітні методи, тобто методи, в яких використовуються лише скінченні конструкції і висновки: наочно представлені предмети і ефективно здійсненні процеси. Отже, не допускається абстракція актуальної нескінченності і потрібно, щоб доведення існування будь-яких об'єктів носили конструктивний характер, це означає, що повинен бути вказаний, хоча б неявно, метод побудови розглянутого об'єкта. Інакше кажучи, фінітизм вимагає, щоб математичні предмети були вказані в явній формі, — або ж повинен бути даний спосіб їхнього конструювання. Ці предмети повинні бути «наочні», тобто складатися з експонованих, що розрізняються і ототожнюються, елементів. Будуючи свою теорію доведень, Гільберт виходив з того, що правила, котрі містяться в ній, повинні виражати «техніку нашого мислення». «Основна ідея моєї теорії зводиться до опису діяльності нашого розуму, інакше кажучи, це протокол про правила, згідно з якими фактично діє наше мислення» («Підстави геометрії», М.-Л., 1948, с. 382).